# Pepa Pardo
María José (Pepa) Pardo Rodrigo (Zaragoza, 22 de marzo de 1974) es una ingeniera industrial y escritora feminista española, que destaca por su trabajo de divulgación de la ciencia, la ingeniería y la igualdad de género.

## Trayectoria
Se formó en la Universidad de Zaragoza como ingeniera civil, especializándose en cuestiones medioambientales y realizando como proyecto de fin de carrera la investigación titulada Análisis de la demanda de transporte aéreo de mercancías en el aeropuerto de Zaragoza y valoración de los medios actuales disponibles.
Como escritora, ha desarrollado tanto obra poética y narrativa, como ensayos y artículos divulgativos sobre ciencia. Participa en el Grupo Molière de Poesía, publicando su obra en los libros corales Talcualsomos, Hexaedro y Prontuario. En cuanto a narrativa, ha participado en la obra colectiva Sueños en la cadiera. Nuevas voces aragonesas, editado por Apache Libros.
Ha desarrollado su labor de divulgación científica en diferentes asociaciones, y forma parte de la Asociación de Mujeres Investigadoras y Tecnólogas (AMIT) de Aragón y de Mulleres Tech. Colabora habitualmente con la iniciativa 11F, que trabaja para promover las vocaciones científicas en población femenina, en relación con el Día Internacional de la Mujer y la Niña en la Ciencia, como parte del equipo de coordinación en España de las ediciones de 2021 y 2022.
En su faceta como divulgadora científica, también forma parte del equipo del Festival Pint of Science. En España, la iniciativa se articula desde la Asociación de Divulgación Científica “Pint of Science España”. Pardo se dedica a hablar de mujeres importantes en las artes y en las ciencias, para darles voz, visibilidad y, sobre todo, conocer sus trabajos.
Dedica buena parte de su trabajo a visibilizar la labor de mujeres científicas y artistas, a través de medios digitales y redes sociales, especialmente en su página Las Despeinadas de PePa y es articulista habitual del blog El futuro era mejor.

## Reconocimientos
En 2022, Pardo fue seleccionada por la Comunidad ISM, formada por profesionales del Medio Ambiente, como una de las 10 mujeres de ciencia a seguir en redes sociales. Pardo también fue elegida como mujer referente para el Calendario Coeducativo Feminista 2024, Tiempo de mujeres, mujeres en el tiempo, dedicado a las arquitectas e ingenieras civiles, que desde hace 20 años edita la Organización de Mujeres, como material de apoyo a los centros educativos para desarrollar actividades destinadas a la educación en igualdad.

## Obra
- 2014 - Talcualsomos. Lafraguadeltrovador. Zaragoza.
- 2016 - Hexaedro. Lafraguadeltrovador. Zaragoza.
- 2018 - Prontuario. Lafraguadeltrovador. Zaragoza.
- 2020 - Sueños en la cadiera. Nuevas voces aragonesas. ApacheLibros. Madrid. ISBN 978-84-122031-1-0.